# Pucki
Pucki là một huyện thuộc tỉnh Pomorskie của Ba Lan. Huyện có diện tích 572 km². Đến ngày 1 tháng 1 năm 2011, dân số của huyện là 77947 người và mật độ 136 người/km².